# Chionaema inusitata
Chionaema inusitata är en fjärilsart som beskrevs av George Thomas Bethune-Baker 1910. Chionaema inusitata ingår i släktet Chionaema och familjen björnspinnare. Inga underarter finns listade i Catalogue of Life.